# بیماری ذخیره گلیکوژن نوع یازده
بیماری ذخیره گلیکوژن نوع یازده (انگلیسی: Glycogen storage disease type XI)نوعی بیماری‌های ذخیره گلیکوژن است که با نام سندرم فانکونی-بیکل هم شناخته می‌شود.
این بیماری در سال ۱۹۴۹ میلادی توسط گیدو فانکونی و هورست بیکل توصیف شد.
سندرم فانکونی-بیکل با نقص عملکرد پروتئین GLUT2 در ارتباط است و علائم آن شامل بزرگی کبد (به دلیل تجمع گلیکوژن)، عدم تحمل به گلوکز و گالاکتوز، کاهش قند خون ناشتا، یک نفروپاتی پروگزیمال توبولار خاص و کوتاهی شدید قد است.